# بيني روبنشتاين
بيني روبنشتاين هو لاعب كرة قدم إسرائيلي في مركز الوسط، ولد في 1952 في نتانيا في إسرائيل. لعب مع مكابي نتانيا.